# 烩面

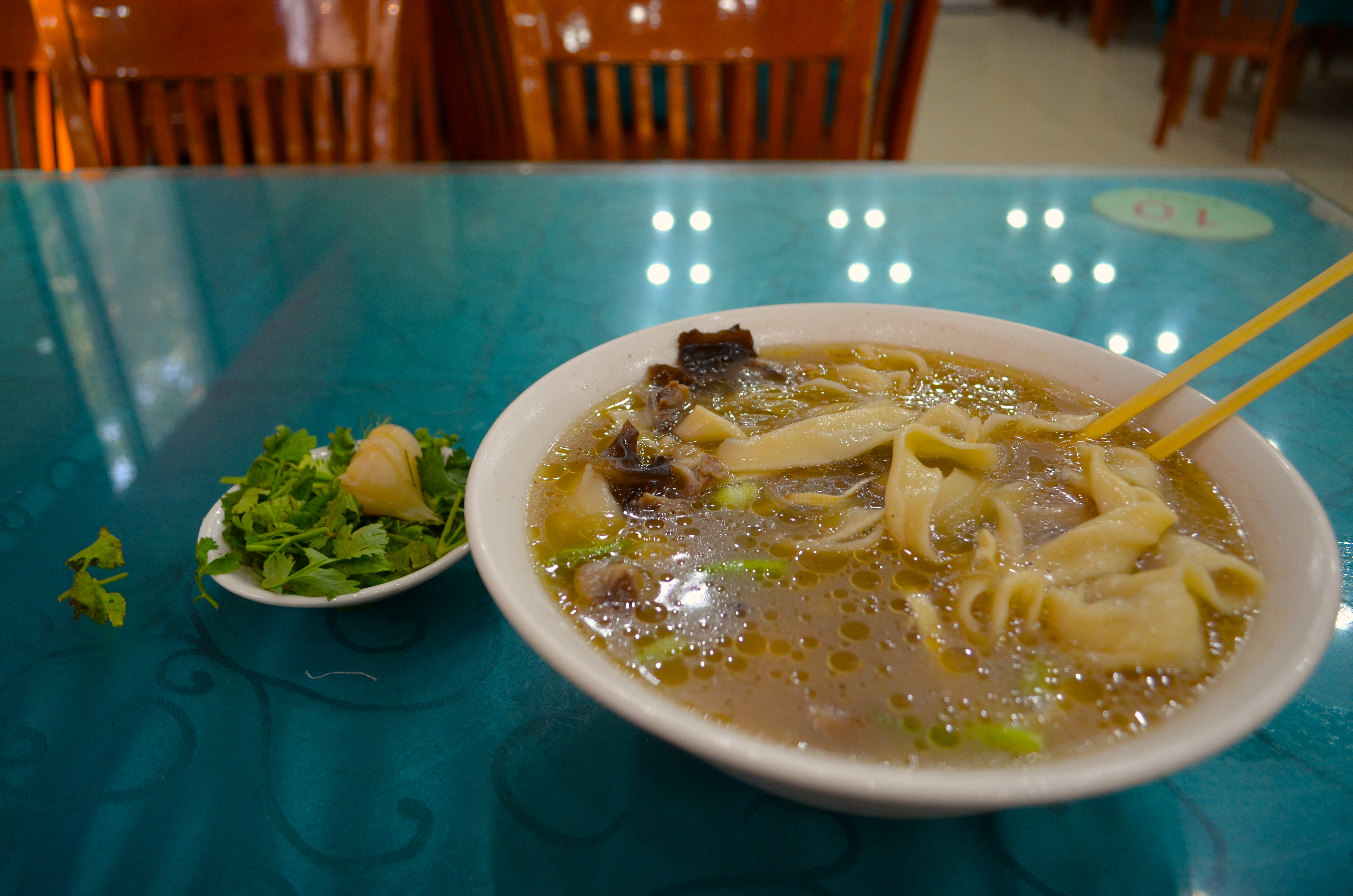
河南烩面

烩麵是指煮面时在锅内加入各种菜及调料，熟后连汤一起食用的面条（参见烩），是流行于中国河南省等地的一种特色面食。

## 河南烩面

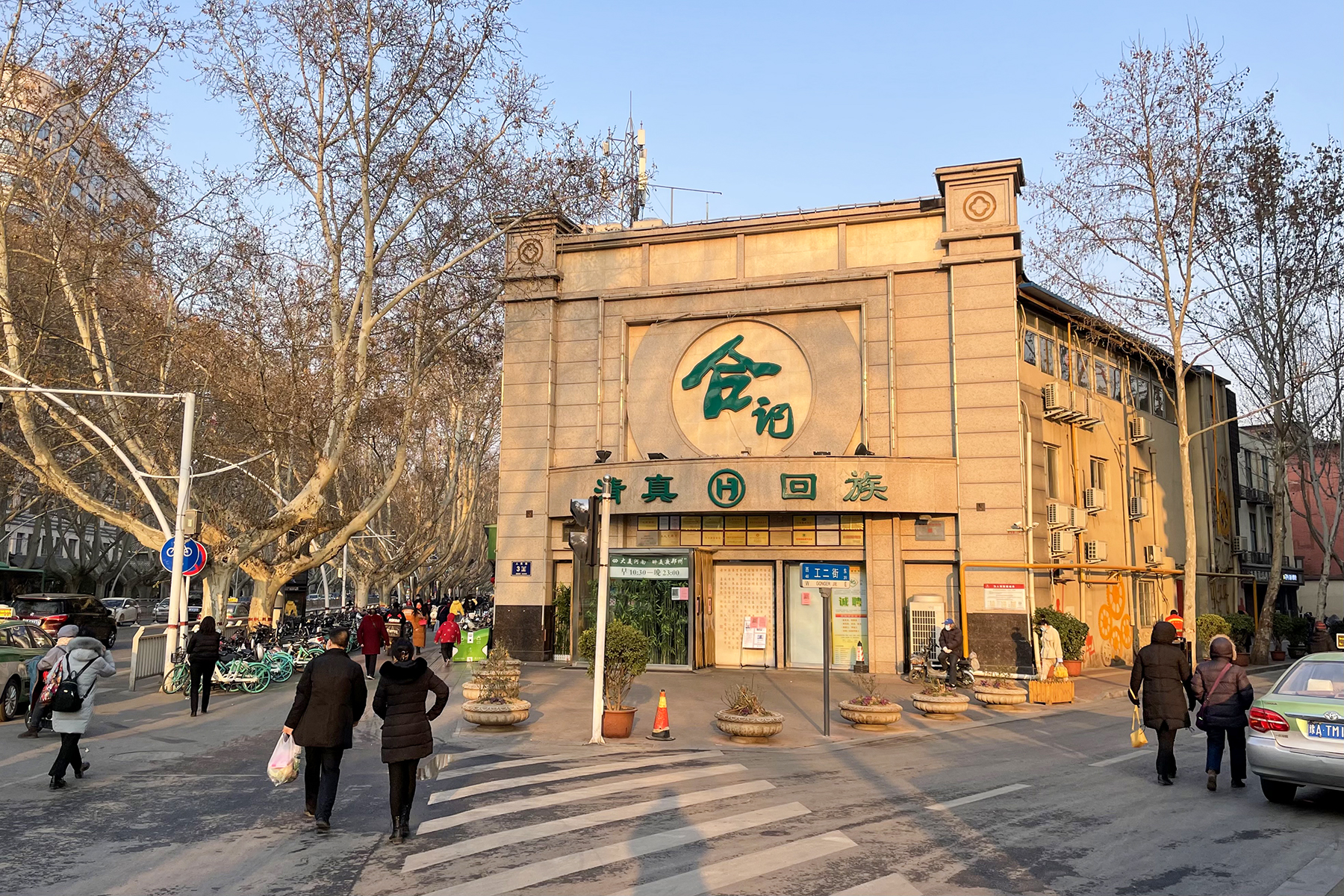
郑州市的一家合记烩面馆

发源于河南南阳方城县，是一种荤、素、汤、菜、饭兼而有之的传统风味小吃，有羊肉烩面、三鲜烩麵、什锦烩麵等多种类型。河南烩麵所用的麵为扯麵，类似于拉面，但稍有不同。一般用精白面粉，兑入适量盐碱和成软麵，经反复揉搓，使其筋韧。烩面的精华全在于汤，羊肉汤要选用上好鲜羊肉，经反复浸泡后下锅，撇出血沫，放入全大料，将肉煮烂。下麵时，锅内放原汁肉汤，将麵拉成薄条入锅，放上羊肉，配以黄花菜、木耳、水粉条。上桌时外带香菜、辣椒油、糖蒜等小碟，其味更鲜。因为麵香肉烂，味道浓郁，而且价格便宜，它成了中原地带最典型的风味小吃。

## 台灣的河南燴麵
在台灣，製作扯麵的器具也不盡相同，在台灣有使用砂鍋，砂鍋比起一般煮食器具來得小，但是砂鍋有兩個好處， 一來可以保溫， 二來可以妥善保存食物風味，不會散去。